# Portrait d'Eugène Boch
Portrait d'Eugène Boch, également appelé le Peintre aux étoiles, est une peinture réalisée en septembre 1888, par le peintre néerlandais Vincent van Gogh lorsqu'il vivait à Arles. Ses dimensions sont de 60 × 45 cm.

## Description
Le tableau représente Eugène Boch qui était un peintre et ami de Van Gogh. Dans la première version de la chambre de Van Gogh à Arles, réalisée en octobre 1888, ce portait est accroché au mur, à la droite du portrait de Paul-Eugène Milliet. Dans une lettre à sa sœur, Van Gogh indique son intérêt pour la réalisation de portraits et décrit en particulier ce dernier : 
Mais j'y veux un grand luxe de portraits et d'études peintes de figures que je compte faire au fur et à mesure. J'en ai un pour commencer, le portrait d'un jeune impressionniste Belge. Je l'ai peint un peu en poète, la tête fine et nerveuse se détachant sur un fond de ciel de nuit d'un outremer profond avec les scintillements des étoiles.

## Histoire du tableau
Dans un premier temps, le tableau  est placé au-dessus du lit de Vincent dans la Maison Jaune à Arles. En 1891, Eugène Boch le reçoit de la veuve du frère de Vincent, Johanna van Gogh Bonger. Ce dernier le conserve toute sa vie dans sa chambre de la Villa La Grimpette  à Monthyon, puis dans son testament, le lègue aux Amis du Louvre en 1941.